# Martha Parke Custis Peter
Martha Parke Custis Peter (* 31. Dezember 1777 in Mount Vernon; † 13. Juli 1854) war die Enkelin von Martha Washington und die Stiefenkelin von George Washington.

## Frühe Jahre
Martha Parke Custis wurde im Blauen Zimmer von Mount Vernon, dem Landsitz der Familie Washington geboren. Sie war die zweitälteste Tochter von John Parke Custis, Sohn von Martha Washington aus ihrer ersten Ehe und Stiefsohn von George Washington, und seiner Frau Eleanor Calvert, Tochter von Benedict Swingate Calvert und Elizabeth Calvert. Martha  wurde nach der Schwester ihres Vaters Martha „Patsy“ Parke Custis (1756–1773) benannt. Ihre Geschwister waren Elizabeth Parke Custis Law (1776–1831), Eleanor Parke Custis Lewis (1777–1854) und George Washington Parke Custis (1781–1857). Sie wurde in der Familie „Patsy“ gerufen.
Marthas Familie lebte abwechselnd in Mount Vernon und in Mount Airy in Maryland. 1778 kaufte John Parke Custis von Robert Alexander die Plantage Abingdon, ein Besitz von 364 ha am Westufer des Potomac River. Abingdon lag praktischerweise jeweils gleich weit entfernt von Mount Vernon und von Mount Airy.

## Heirat und Kinder
Martha heiratete 1795 Thomas Peter in Hope Park in Fairfax County. Die Braut erhielt von ihrem Großvater George Washington als Hochzeitsgeschenk eine Miniatur, die ihn selbst zeigte. Das Aquarell wurde in Philadelphia zwischen 1794 und 1795 von Walter Robertson auf Elfenbein gemalt und ist mit Gold verziert, es zeigt Washington in der Uniform der Kontinentalarmee.
Mit ihrer Heirat erbte Martha Peter 61 Custissklaven aus dem Besitz ihres Vaters. Thomas Peter verkaufte sie beinahe sofort, um an Geld zu kommen. Washingtons missbilligte dies. Das zeigte sich auch in seinem letzten Willen, in dem er alle seine Sklaven frei ließ, um verhindern, dass Familien durch Verkauf auseinandergerissen wurden. Nach dem Tod ihrer Großmutter Martha Washington 1802 erhielt Martha schätzungsweise 35 Mitgiftsklaven aus Mount Vernon und weitere Sklaven nach dem Tod ihrer Mutter 1811.
Martha und Thomas hatten acht Kinder:
- Martha Eliza Angela Peter (* 20. Januar 1796; † 20. September 1800)
- Columbia Lafayette Peter (* 2. Dezember 1797; † 3. Dezember 1820)
- John Parke Custis Peter (* 14. November 1799; † 19. Januar 1848) ⚭ Elizabeth Jane Henderson
- George Washington Parke Custis Peter (* 18. November 1801; † 10. Dezember 1877) ⚭ Jane Boyce
- America Pinckney Peter Williams (* 12. Oktober 1803; † 25. April 1842) ⚭ William George Williams
- Robert Thomas Peter (* 7. November 1806; † 5. Oktober 1807)
- Martha Custis Castania Peter (* 5. Oktober 1808; † 5. April 1809)
- Brittania Wellington Peter Kennon (* 28. Januar 1815; † 27. Januar 1911) ⚭ Beverley Kennon

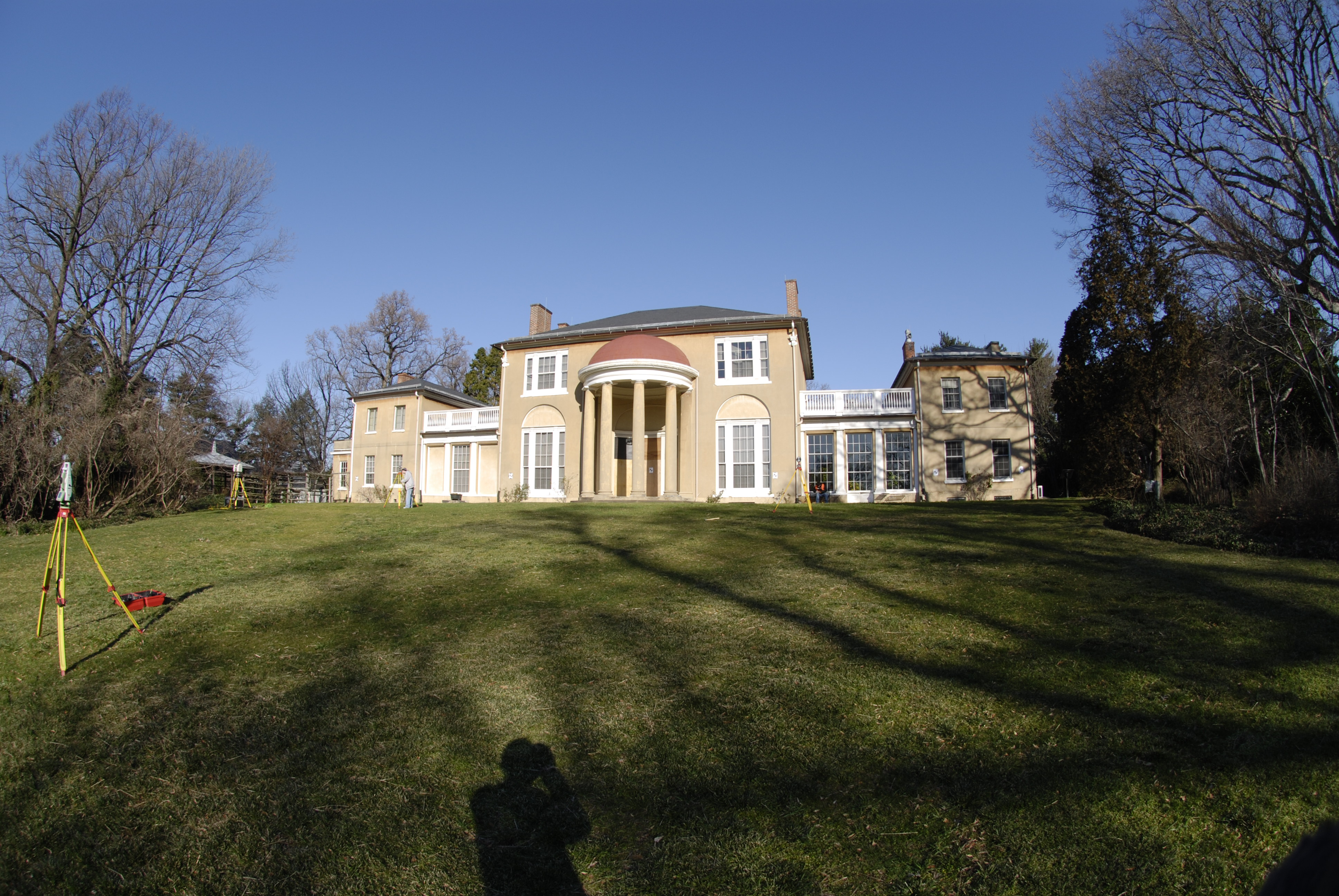
Tudor Place heute

Martha erbte von ihrem Stiefgroßvater George Washington 8000 $, 1/32 seines Besitzes. Sie erwarb damit 1805 Grundbesitz in Washington, D.C. Das Grundstück schloss einen ganzen Häuserblock in Georgetown Heights ein und hatte einen direkten Blick auf den Potomac. Die Peters beauftragten den Architekten William Thornton, ein Haus zu entwerfen, welches den Namen Tudor Place erhalten sollte.
1802, nach dem Tod von Martha Washington, wurde Thomas Peter Testamentsvollstrecker. Er und Martha erwarben für ihre private Sammlung viele Objekte aus Mount Vernon, um das Andenken ihrer Großeltern zu erhalten.